# یواس‌اس پیوریتن (بی‌ام-۱)
یواس‌اس پیوریتن (بی‌ام-۱) (به انگلیسی: USS Puritan (BM-1)) یک کشتی بود که طول آن ۲۹۶ فوت ۳ اینچ (۹۰٫۳۰ متر) بود. این کشتی در سال ۱۸۸۲ ساخته شد.